# Аттал (военачальник Филиппа II)
А́ттал (др.-греч. Άτταλος; 390—380 — 335 годы до н. э.) — знатный македонянин, военачальник, дядя и опекун жены Филиппа II Клеопатры.
Во время свадьбы Филиппа II и Клеопатры Аттал спровоцировал конфликт наследника престола Александра и отца. После этого Александр с матерью были вынуждены на время уехать из Македонии. Данный инцидент и последовавшее изгнание существенно повлияли на личность Александра.
В 336 году до н. э. вместе со своим родственником Парменионом возглавил десятитысячное войско, которое вторглось в империю Ахеменидов. Несмотря на отсутствие серьёзных военных успехов приобрёл популярность среди обычных солдат. После убийства Филиппа II к власти пришёл Александр. Новый царь послал гонца в Азию с приказом либо привезти Аттала в Македонию, либо убить. При содействии Пармениона Аттал был убит.

## Биография

### Происхождение. Семья
Аттал родился около 390 или 380 года до н. э. О его родителях из античных источников ничего неизвестно, однако не вызывает сомнений его принадлежность к высшей македонской знати. Диодор Сицилийский называл Аттала другом царя Македонии Филиппа II и «членом дворцового окружения … подвластным только царю». Согласно одной из версий, Аттал принадлежал к царской династии Аргеадов.
У Аттала были племянники, дети брата Аминты — Гиппострат и Клеопатра, над которыми он взял опеку. Согласно предположению Хеккель, В. Хеккеля, Аминта и Гиппострат умерли задолго до 337 года до н. э. Данная гипотеза основана на отождествлении Гиппострата, брата Клеопатры, с Гиппостратом, отцом военачальника Гегелоха. Согласно традиции опекуном сестры должен был стать совершеннолетний брат. Соответственно, раз таковым на момент свадьбы являлся Аттал, то Гиппострат, будучи в зрелом возрасте, к этому моменту умер.
При согласии Аттала Клеопатру летом или осенью 337 года до н. э. взял в жёны царь Македонии Филипп II. Историки выделяют несколько мотивов у Филиппа II. Афиней и Плутарх утверждали, что царь влюбился в Клеопатру. Заключение брака с македонской аристократкой повышало лояльность знати, что на фоне подготовки войны с империей Ахеменидов было важным для Филиппа II. Также македонскому царю были нужны наследники. Из двух сыновей старший — Арридей — был слабоумным, а младший — Александр — мог как погибнуть во время сражения, так и устроить заговор против Филиппа II.

### Свадьба Филиппа II и племянницы Аттала Клеопатры

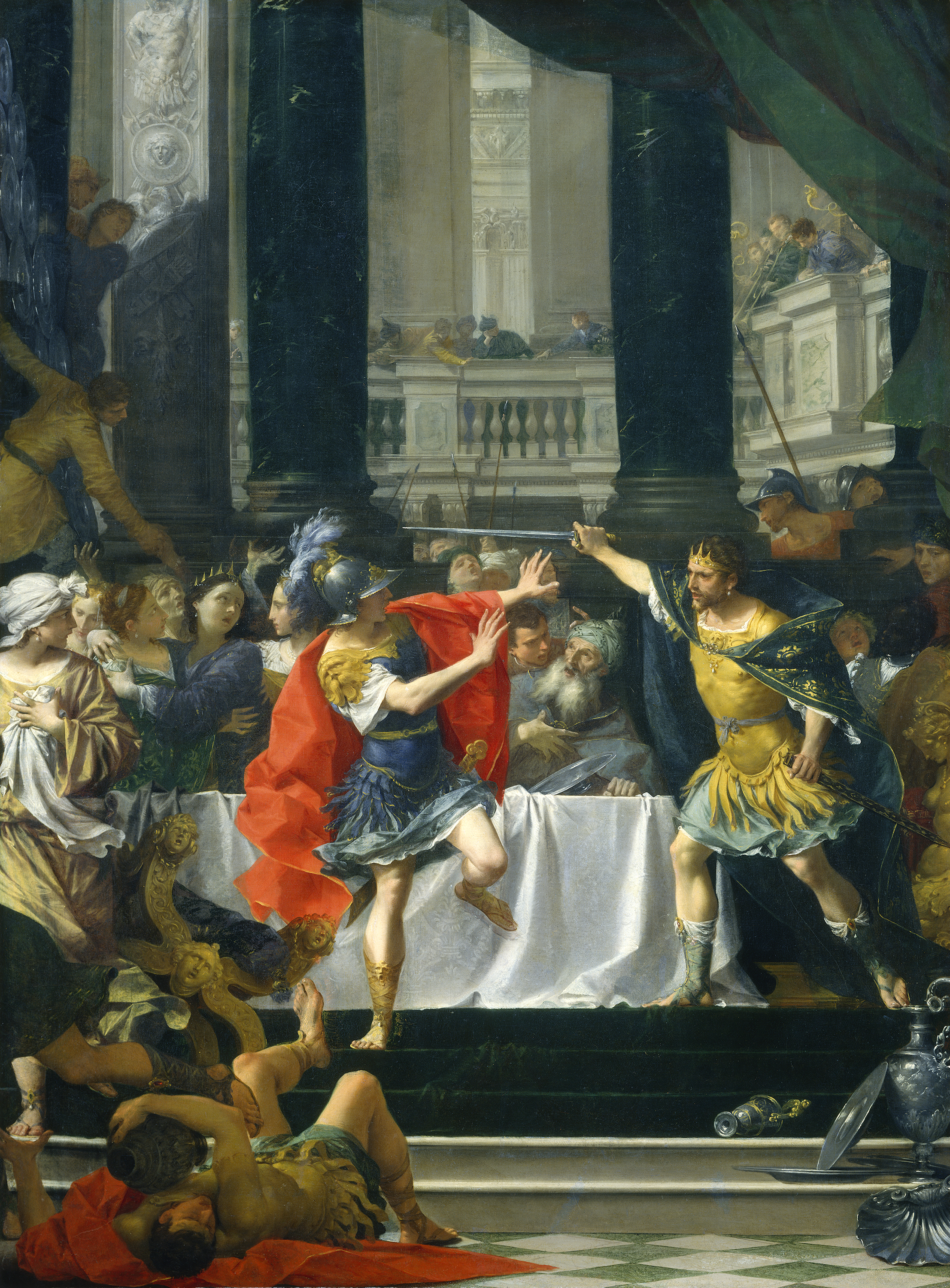
«Александру Македонскому угрожает отец». Донато Крети, 1700/1705 годы. Национальная галерея искусства, Вашингтон, США

Во время свадьбы Филиппа II и Клеопатры произошёл инцидент, который имел серьёзные последствия для Александра Македонского. Наиболее ярко ситуация описана у Плутарха. Опьяневший Аттал «стал призывать македонян молить богов, чтобы у Филиппа и Клеопатры родился законный наследник престола. Взбешённый этим Александр вскричал: „Так что же, негодяй, я по-твоему незаконнорождённый, что ли?“ — и швырнул в Аттала чашу. Филипп бросился на сына, обнажив меч, но по счастью для обоих гнев и вино сделали своё дело: царь споткнулся и упал. Александр, издеваясь над отцом, сказал: „Смотрите люди! Этот человек, который собирается переправиться из Европы в Азию, растянулся, переправляясь от ложа к ложу“. После этой пьяной ссоры Александр забрал Олимпиаду и, устроив её жить в Эпире, сам поселился в Иллирии». Афиней приводит сходную, но не идентичную версию событий. В ней не только Александр бросил чашу в Аттала, но и Аттал в Александра.
Историки по-разному трактуют данную историю. Версия о том, что Аттал обвинил Олимпиаду в том, что Александр не является сыном Филиппа II, не нашла поддержки в историографии. Скорее всего, речь шла об оскорблении Олимпиады из Эпира, чьё происхождение, по мнению Аттала, уступало истинной македонской знати. Несомненно, что царь поддержал в ссоре Аттала, а не сына. Действия Филиппа II можно обосновать как политическим влиянием семьи Аттала, необходимостью нового наследника и желанием не огорчать невесту, так и опасением заговора со стороны Александра и его матери Олимпиады. Хотя участие Клеопатры в инциденте и не подтверждается источниками, является гипотетически возможным. Конфликт можно расценивать и в контексте борьбы между старой македонской знатью и Александром за влияние в государстве. Царица-македонянка более отвечала чаяниям старой македонской аристократии, чем чужестранка Олимпиада. Ситуация с Клеопатрой и появлением нового наследника могла спровоцировать Александра и Олимпиаду начать подготовку заговора по убийству Филиппа II. Конфликт с Атталом и последовавшее кратковременное изгнание повлияли на личность Александра. Обида и осознание, что его можно отстранить от власти, переросли, по мнению Й. Уортингтона, в паранойю, которая стала одной из характерных черт его царствования. Впоследствии Александр лично убил либо приказал казнить многих из своих приближённых, которых подозревал в измене и заговоре.
Гипотетический сын Клеопатры смог бы занять престол не ранее чем через восемнадцать лет после описываемых событий. Однако именно Аттал был наиболее вероятным регентом и опекуном двоюродного внука, если бы тот был объявлен царём в детстве.
Аттал породнился с военачальником Парменионом, женившись на его дочери. По мнению историка В. Хеккеля, брак состоялся вскоре после женитьбы Филиппа II на Клеопатре. Впоследствии Александр припомнил Пармениону родство со своим «злейшим врагом».

### Персидский поход
Вторжение македонян в Азию началось ещё при Филиппе II. Весной 336 года до н. э. десятитысячное войско под командованием Пармениона, Аттала и, возможно, Аминты было переброшено через Геллеспонт. Главное командование, по всей видимости, находилось в руках Пармениона. Аттал был его непосредственным помощником и вторым по значимости военачальником в македонской армии. Их целью было освобождение греческих городов и создание плацдарма для наступления вглубь империи Ахеменидов. Выбор Аттала одним из военачальников похода в Малую Азию можно объяснить как его родственными связями с наиболее опытным полководцем в армии Парменионом, так и желанием Филиппа II удалить Аттала из Македонии. Царь хотел примириться с сыном и даже уговорил Александра вернуться домой. Присутствие Аттала при дворе могло спровоцировать новые конфликты, что не отвечало интересам Филиппа II. По другой версии, назначение военачальником Аттала лишь ухудшило взаимоотношения Александра с отцом.
Согласно Диодору Сицилийскому, своей щедростью и хорошим обращением Аттал приобрёл большую популярность среди солдат. Македонянам противостоял талантливый военачальник Мемнон. Вначале персы не обладали достаточными силами, чтобы принять сражение, и македонянам удалось занять Эфес и Магнесию-на-Меандре. Мемнон лишь сумел перекрыть македонянам дорогу к столице сатрапии Сардам. Персидское войско благодаря новым вербовкам и помощи со стороны Дария III в 5000 солдат получило возможность начать контрнаступление. В первой же битве при Магнесии-на-Меандре Мемнон с меньшими силами одержал победу. Полиэн описал хитрость, благодаря которой Мемнон смог победить войско из десяти тысяч македонян под командованием Пармениона и Аттала. Персидский военачальник несколько раз выводил войско, но с началом наступления македонян приказывал своим солдатам отступать за укрепления. Вскоре македоняне расслабились и перестали воспринимать персидское войско в качестве серьёзной угрозы. В то время как они были заняты приготовлением завтрака, Мемнон приказал идти в атаку.

### Обстоятельства смерти
На ход военной кампании повлияло убийство Филиппа II Павсанием в октябре 336 года до н. э. Новым царём стал Александр Македонский. Племянница Аттала Клеопатра с ребёнком были, согласно античным источникам, зверски убиты Олимпиадой. Аттал имел все основания опасаться за свою жизнь, особенно с учётом того, что его имя фигурировало в официальной версии смерти Филиппа II. Следствие пришло к выводам, что Павсаний хотел отомстить Атталу, который над ним надругался. Он обратился за помощью к царю, но тот отказался начать судебный процесс. Тогда Павсаний затаил обиду, которой воспользовались враги македонского царя. Данная версия об изнасилованном Атталом Павсания не находит признания у историков. Обращает на себя внимание, что Павсаний отомстил не обидчику, а царю, да ещё и через длительное время после нанесения обиды. Скорее всего, имя Аттала появилось в версии об убийстве Филиппа II для его очернения. Историк Ф. Шахермайр при анализе версий об убийстве Филиппа II отметил, что момент смерти царя был наиболее выгодным для Олимпиады и Александра. Могущественный Парменион и его зять Аттал находились далеко и не могли помешать воцарению Александра.
Аттал, которому воцарение Александра не сулило ничего хорошего, попытался подорвать авторитет нового царя в войсках, начал переговоры с Афинами и персами, которым обещал различные уступки. По одной из версий, отступление македонской армии к Геллеспонту свидетельствует о подготовке Атталом восстания. Однако когда власть Александра укрепилась, Аттал постарался притвориться лояльным молодому царю. В частности, Аттал на словах начал выражать преданность Александру, а также переслал царю письмо от афинского оратора Демосфена, что не спасло его от возмездия. Александр отправил в Азию одного из своих друзей Гекатея с миссией по устранению Аттала. Согласно Диодору Сицилийскому, Гекатею было предписано арестовать и привезти Аттала в Македонию, а если не получится, то убить. При содействии Пармениона Аттал был убит в 335 году до н. э.
Несколько позже, перед началом похода в Персию, Александр приказал уничтожить всех родственников Аттала. По мнению В. Хеккеля, фрагмент Юстина «прежде чем отправиться на войну с персами, Александр умертвил всех родственников своей мачехи» относится лишь к одному Атталу, а не его родственникам.

## В культуре
В фильме «Александр Великий» Роберта Россена 1956 года Аттала сыграл С. Бэйкер, а в «Александре» Оливера Стоуна 2004 года — Н. Даннинг.

### Исследования
- Белох К. Ю. Греческая история: в 2 т. / пер. с нем. М. О. Гершензона; под ред. и со вступ. ст. Ю. И. Семёнова. — М.: Государственная публичная историческая библиотека России, 2009. — Т. 2: Кончая Аристотелем и завоеванием Азии. — ISBN 978-5-85209-215-1.
- Борза Ю. История античной Македонии (до Александра Великого) / пер. с англ. М. М. Холода при участии А. Бодрова, О. и В. Иванцовых, 3. Барзах; научная ред. и вступ. статья М. М. Холода; приложения М. М. Холода, Э. Д. Фролова и Ю. Н. Кузьмина. — СПб.: Нестор-История, 2013. — 592 с. — (Историческая библиотека). — ISBN 978-5-44690-015-2.
- Гафуров Б. Г., Цибукидис Д. И. Александр Македонский и Восток. — М.: Наука, 1980.
- Киляшова К. А. Политическая роль женщин при дворе македонских царей династии Аргеадов. Диссертация на соискание учёной степени кандидата исторических наук / Научный руководитель доктор исторических наук, профессор Э. В. Рунг. — Казань: Казанский (Приволжский) федеральный университет, 2018.
- Сивкина Н. Ю. Мифологизация и рационализация образа знаменитой царицы Македонии // Исторический журнал: научные исследования. — 2022. — № 1. — С. 48—56. — doi:10.7256/2454-0609.2022.1.37557.
- Уортингтон Йен. Филипп II Македонский. — СПб. — М.: Евразия — ИД Клио, 2014. — 400 с. — ISBN 978-5-91852-053-6.
- Холод М. М. Македонский авангард в Малой Азии (336—335 ГГ. ДО Н.Э.): СТРУКТУРА КОМАНДОВАНИЯ, ЧИСЛЕННОСТЬ, СОСТАВ // Мнемон: Исследования и публикации по истории античного мира. — 2017. — № 17—2. — С. 59—74. — ISSN 1813-193X.
- Шахермайр Ф. Александр Македонский. — Ростов-на-Дону: Феникс, 1997. — 576 с. — (Исторические силуэты). — ISBN 5-85880-313-Х.
- Шифман И. Ш. Александр Македонский / ответственный редактор Э. Д. Фролов. — Л.: Наука, 1988. — ISBN 5-02-027233-7.
- Berve H. 182. Άτταλος // Das Alexanderreich auf prosopographischer Grundlage (нем.). — München: C. H. Beck`sche Verlagsbuchhandlung, 1926. — Bd. 2. — S. 94.
- Hammond N. G. L., Griffith G. T. A History of Macedonia (англ.). — Oxford: Clarendon Press, 1979. — Vol. II: 550—336 B. C. — ISBN 0-l9-814814-3.
- Heckel W. Attalus 1 // Who's Who in the Age of Alexander the Great: Prosopography of Alexander's Empire (англ.). — Malden; Oxford; Carlton: Blackwell Publishing, 2006. — P. 62. — ISBN 1-4051-1210-7.
- Panovski S., Sarakinski V. Memnon, the Strategist (англ.) // Macedonian Historical Review. — Skopje: University of Ss. Cyril and Methodius--Skopje, 2011. — Vol. 2. — P. 7—27. — ISSN 1857-7032.